# Liste der Monuments historiques in Crillon-le-Brave
Die Liste der Monuments historiques in Crillon-le-Brave führt die Monuments historiques in der französischen Gemeinde Crillon-le-Brave auf.

## Liste der Bauwerke
| Bezeichnung       | Beschreibung                     | Standort            | Kennzeichnung | Schutzstatus | Datum | Bild           |
| ----------------- | -------------------------------- | ------------------- | ------------- | ------------ | ----- | -------------- |
| Kapelle St-Michel | Ruine, erbaut im 12. Jahrhundert | Saint Michel (Lage) | PA84000057    | Inscrit      | 2011  | weitere Bilder |